# Dramaturgie kabarde

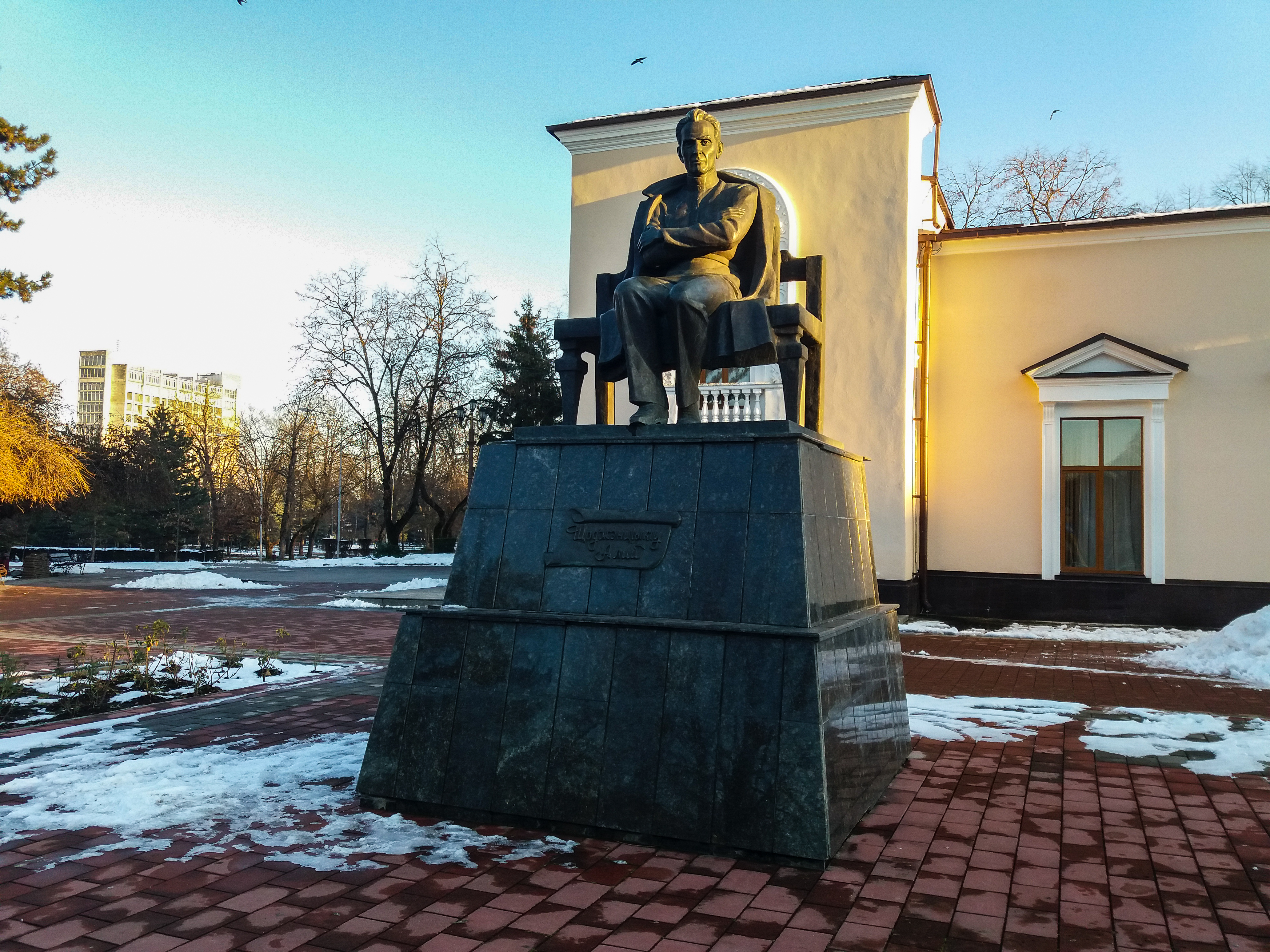
Ali Choghentsukov

On peut définir la dramaturgie kabarde comme le corpus de textes en langue kabardo-tcherkesse (adygué) destinés à être mis en scène. L'histoire de l'art dramatique chez les kabardes remonte à lа haute antiquité, et est associée aux anciens « djeguakos » et « ajaghafas », les homologues des skomorokhs, des troubadours et des ménestrels médiévaux.
La culture dramatique contemporaine est dans la République de Kabardino–Balkarie trouve son origine aux premières années du pouvoir soviétique en Ciscaucasie.

## Période d'établissement (1921-1941)
Àu début des années 1920, quelques cercles d'art dramatique ont été ouverts à Naltchik, la capitale de la République de Kabardino-Balkarie. Dès 1924, Le campus scolaire au nom de Lénine était devenu l'emplacement permanent des ateliers amateurs du théâtre. En 1928-1930, des cercles identiques ont été créés dans d'autres régions de la république. Ces institutions ont posé les fondements de l'établissement et du développement de la dramaturgie nationale. Le théâtre professionnel a été fondé à Naltchik en 1933. Les années 1930 sont associées à des auteurs tels que Djansokh Naloëv (1906-1937), Mukhamed Afaunov (1908-1937), Zramuk Kardaguchev (ru) (1918-2008), Sosruko Kozhaëv (1901-1937), Zalimkan Aksirov (1919—-995), Zalimkhan Maksidov (1909-1937).

## Grande guerre patriotique (années 1940)
Les pièces du temps de la guerre expriment le courage du peuple kabarde, sa volonté de vaincre avec des œuvres comme « L'épreuve » de Khatchim Tëunov (ru) (1941), « Troi tankistes » de Askerbi Chortanov (ru) (1943), « Un gamin de la Kabardie » de Mukhamed Tubaev, « Au lever du soleil » d'Aksirov (1945). C'est en seulement un mois que Zalimkhan Aksirov a écrit en 1942 sa pièce héroïque « Dakhanago », au sujet de la légende ancienne. Dans la période d’après-guerre, les pièces « Alkho » d'Alim Kechokov (ru), « Ça doit être comme ça » d'Amirkhan Chomakhov, « Quand la lumiere s'allume » d'Askerbi Chortanov et « La famille de Tamacha » de Mukhamed Chkhagapsoïev, ont vu le jour.

## Construction du socialisme (années 1950 et 1960)
Depuis les années 1950, la thématique du travail occupait les esprits des écrivains kabardes. Les sujets du labeur ont été abordés dans les oeuvres d'Aksirov (« Kyzburun »), de Chortanov (« Dans une famille »), de Chomakhov (« L'explosion dans les montagnes », « La jeunesse », « Avant le debat judiciaire »). Chkhagapsoïev a fait publié la premiere pièce kabarde pour les enfants, « Batyr, le fils de l'ours ».

## Années 1975–2000
Le niveau de créativité artistique des dramaturges kabardes augmente durant le dernier quart du XXe siècle. Des oeuvres remarquables de Boris Outizhev (« Tyrgatao », « Œdipe », « Damaleï ») voient alors le jour; le catalogue des dramaturges kabardes est étendu; de nouveaux noms apparaissent: Mukhamed Karmokov, Biberd Jourtov, Sultan Kachkhov, Khamicha Chekikhatchev.

## XXIesiècle
2019 est annoncée comme l’année du théâtre en Russie. En 2020, il y aura 80 ans qu'un groupe de diplômés de l'Institut d'État d'art théâtral (GITIS) est revenu de Moscou à Naltchik pour entrer dans la troupe du théâtre kabarde (aujourd'hui, Théâtre national dramatique kabarde Ali Choghentsukov).